# Christine Weder
Christine Weder (* 1974) ist eine Schweizer Germanistin.

## Leben
Christine Weder studierte Germanistik, Philosophie und Religionswissenschaft in Zürich, Tübingen und Cambridge. Sie war von 2001 bis 2005 wissenschaftliche Assistentin im Bereich Neuere deutsche Literatur an der Universität Zürich, 2004 bis 2011 an der Universität Basel. Nach der Promotion 2005 war sie 2008 und 2011 Gastwissenschaftlerin am Berliner Zentrum für Literatur- und Kulturforschung. Von 2011 bis 2015 war sie SNF-Ambizione Stipendiatin an der ETH Zürich, 2012 bis 2013 Visiting Scholar an der University of California, Berkeley. 2015 habilitierte sie sich an der Universität Basel mit der Arbeit Intime Beziehungen. Ästhetik und Theorien der Sexualität um 1968 (veröffentlicht 2016 bei Wallstein).
Sie publizierte u. a. zu Novalis, E. T. A. Hoffmann, G. E. Lessing, C. M. Wieland, S. v. La Roche, A. Kluge, I. Bachmann, I. Morgner, M. Frisch sowie Luxus, Literaturbetrieb oder Sexualität um 1968.
Seit 2015 ist sie Professorin für Neuere deutsche Literatur an der Universität Genf.

## Schriften (Auswahl)
- Erschriebene Dinge. Fetisch, Amulett, Talisman um 1800, Rombach, Freiburg i.Br., 2007 (Rombach Litterae 149), ISBN 3-7930-9469-3
- mit Maximilian Bergengruen (Hrsg.): Luxus. Die Ambivalenz des Überflüssigen in der Moderne, Wallstein, Göttingen, 2011, ISBN 978-3-8353-0782-7
- mit Philipp Theisohn (Hrsg.): Literaturbetrieb. Zur Poetik einer Produktionsgemeinschaft, Fink, München, 2013, ISBN 978-3-7705-5296-2
- Intime Beziehungen. Ästhetik und Theorien der Sexualität um 1968, Wallstein, Göttingen 2016, ISBN 3-8353-1947-7. Open access: https://www.wallstein-verlag.de/9783835319479-intime-beziehungen.html
- mit Ruth Signer und Peter Wittemann (Hrsg.): Auszeiten. Temporale Ökonomien des Luxus in Literatur und Kultur der Moderne, De Gruyter, Berlin, 2021, ISBN 978-3-11-067288-6
- Die Schlaraffenlandkarte um 1700. Geografie und Ökonomie einer multimedialen Fantasie, Nomos, Baden-Baden, 2021 (Rombach Litterae 253), ISBN 978-3-96821-829-8. Open access: https://www.nomos-shop.de/rombach-wissenschaft/titel/die-schlaraffenlandkarte-um-1700-id-100910/